# 3 Misses
3 Misses ist ein niederländischer Zeichentrick-Kurzfilm von Paul Driessen aus dem Jahr 1998.

## Handlung
Drei Szenen um Leben und Tod spielen sich ab:
Eine Frau stürzt von einem Hochhaus und schreit dabei so laut, dass es ein Mann in einem anderen Hochhaus hört. Er will ihr zu Hilfe eilen, doch gibt es dabei zahlreiche Probleme: Die Haustür ist abgeschlossen, wird aber bald von seiner Frau geöffnet. Im Fahrstuhl will ein bulliger Mann in den obersten Stock, sodass der Mann wieder aussteigt und die zahlreichen Stufen nach unten rennt. Vor der Tür hindert ihn ein Autostrom am Überqueren der Straße, doch gibt sich der Mann als Blinder aus und kann so die Straße überqueren. Am Ende jedoch steht er falsch da und die Frau stürzt genau neben ihm zu Boden. Ein Prinz auf einem Pferd erscheint und würgt bei ihrem Anblick.
Im Wilden Westen ist eine Frau gefesselt auf die Schienen gelegt worden und schreit um Hilfe, zumal sich ein Zug nähert. Ein Cowboy hört es unweit und will zur Rettung aufbrechen, doch ist sein Pferd verschwunden. Er folgt ihm spurenlesend, trifft dabei auf einen ihn zum Duell auffordernden Cowboy und auf Indianer, findet sein Pferd und trifft kurz vor den Schienen auf eine kreuzende Rinderherde. Er gibt sich als Blinder aus und die Rinder lassen ihn passieren. An den Schienen angekommen stellt er kurzerhand eine Weiche um und der von links kommende Zuge wird nun umgeleitet. Gleichzeitig wird nun ein von rechts kommender Zug irrtümlich auf die Schienen geleitet, auf denen die Frau liegt, und sie wird überfahren. Ein Prinz auf einem Pferd erscheint und ist erschüttert.
Im Märchenland bemerken die sieben Zwerge, dass sich die böse Stiefmutter mit einem vergifteten Apfel dem Haus Schneewittchens näher. Zu siebent eilen sie los, werden aber nach und nach dezimiert: Der erste Zwerg wird von der Kugel eines Höhlenmenschen überrollt, der zweite von Rotkäppchen aufgesammelt, die wiederum vom Wolf gefressen wird, der dritte schläft an einem verzauberten Feld ein, der vierte kollidiert mit Aschenputtel, die gerade vom Ball fortrennt und aufgrund der Kollision ihren Schuh verliert. Der Zwerg verwandelt sich in eine Maus und ein Prinz kommt und sammelt den Schuh auf. Der fünfte wird mit einem Riesen konfrontiert und versucht ihn mit einer Schleuder zu besiegen, erschießt sich dabei jedoch selbst. Der sechste und siebente Zwerg kommen an einen reißenden Strom und der sechste Zwerg wird vom gestiefelten Kater geholt, um seinen im Fluss schwimmenden Herrn zu retten. Der siebente Zwerg gibt vor, blind zu sein, und das Wasser teilt sich nun vor ihm. In letzter Sekunde gelingt es dem Zwerg, die böse Stiefmutter unweit des Hauses von Schneewittchen zu Fall zu bringen, doch der Apfel rollt bis zur Tür und stößt lautstark an. Schneewittchen isst den Apfel und liegt wenig später totengleich im Sarg. Ein Prinz auf einem Pferd erscheint und der Zwerg ist begeistert. Er küsst Schneewittchen jedoch nicht, sondern versucht lediglich, ihr Aschenputtels Schuh anzuziehen. Am Ende ist es der Zwerg, der Schneewittchen wachküsst und wenig später mit ihr erneut im Sarg verschwindet. Beide klappen den Sargdeckel zu.

## Produktion
Der Film erlebte seine Premiere im November 1998 auf dem Holland Animation Film Festival. Er enthält vor allem in der Zwergen-Episode zahlreiche Anspielungen auf Märchen, darunter Der Zauberer von Oz (Schlaf im verzauberten Feld), Aschenputtel, Schneewittchen, Das tapfere Schneiderlein (Kampf gegen den Riesen), Der gestiefelte Kater und Rotkäppchen.
Der Titel 3 Misses spielt mit der Doppeldeutigkeit des Wortes Miss (junge Dame bzw. Fehlschlag).

## Auszeichnungen
Auf dem Buster International Children’s Film Festival gewann 3 Misses 2000 den Buster’s Short Film Award und erhielt ebenfalls 2000 auf dem Ottawa International Film Festival den Mike Gribble Peel of Laughter Award.
3 Misses war 2000 für einen Oscar in der Kategorie „Bester animierter Kurzfilm“ nominiert, konnte sich jedoch nicht gegen The Old Man and the Sea durchsetzen.